# Holger Rothfuß
Holger Rainer Rothfuß (* 12. Mai 1950 in Pforzheim) ist ein deutscher Jurist und war von 1996 bis 2015 Richter am Bundesgerichtshof, zuletzt als stellvertretender Vorsitzender des 1. Strafsenats.

## Berufslaufbahn
Rothfuß legte 1969 am humanistischen Reuchlin-Gymnasium in Pforzheim das Abitur ab. Nach dem Studium der Rechtswissenschaft an den Universitäten Heidelberg und Tübingen sowie dem Referendariat im Landgerichtsbezirk Karlsruhe begann er 1977 als Zivilrichter am Amtsgericht Rastatt seine Justizlaufbahn. Nach Stationen am Landgericht Baden-Baden und Amtsgericht Gernsbach wurde er von 1980 bis 1982 als wissenschaftlicher Mitarbeiter an das Bundesministerium der Justiz in Bonn abgeordnet. Schwerpunkte seiner dortigen Tätigkeit waren das Internationale Zivilprozessrecht und das Internationale Privatrecht sowie die Teilnahme an Ausschüssen, insbesondere in Straßburg und Brüssel. Von 1982 bis 1985 wirkte er am Landgericht Baden-Baden in verschiedenen Strafkammern mit. Anschließend wurde er als wissenschaftlicher Mitarbeiter zum Generalbundesanwalt beim Bundesgerichtshof abgeordnet. Von dort wechselte er 1989 an einen Zivilsenat des Oberlandesgerichts Karlsruhe, wo er 1990 eine Planstelle als Richter am Oberlandesgericht erhielt. 1991 kehrte er zum Generalbundesanwalt zurück und wurde dort zum Oberstaatsanwalt beim Bundesgerichtshof ernannt.
1996 wurde Rothfuß zum Richter am Bundesgerichtshof gewählt und zunächst dem 5. Strafsenat, der damals in Berlin saß, zugewiesen. Ab 1997 war er Mitglied des 2. Strafsenats in Karlsruhe. Im Oktober 2009 wechselte er in den 1. Strafsenat. Mit Wirkung zum 1. August 2014 wurde er zum stellvertretenden Vorsitzenden des Senats ernannt. Als solcher vertrat er den Senat als ordentliches Mitglied im Großen Senat für Strafsachen und wurde zudem in den Gemeinsamen Senat der obersten Gerichtshöfe des Bundes entsandt. Nach Erreichen der Altersgrenze trat Rothfuß mit Ablauf des 30. Septembers 2015 in den Ruhestand.

## Nebentätigkeiten
Rothfuß ist seit vielen Jahren als Referent und Dozent im Bereich Strafrecht tätig. So referiert er regelmäßig an der Deutschen Richterakademie in Trier und Wustrau, ist als Dozent für Anwaltskammern im Bereich der Fachanwaltsfortbildung tätig und hält Seminare und Vorträge für Richter, Staatsanwälte, Strafverteidiger und juristische Vereinigungen. In seinen Vorträgen behandelt Rothfuß zahlreiche Themen des Strafprozessrechts und auch des materiellen Strafrechts, zu denen er regelmäßig umfassende Rechtsprechungsübersichten erstellt. Unter anderem referiert er über Strafzumessung, Verständigung nach § 257c StPO, Beweisantragsrecht, Beanstandungen nach § 238 Abs. 2 StPO, Fragerechte nach §§ 240 ff. StPO, Verfahrensrügen, das „letzte Wort“ nach § 258 Abs. 2 StPO, Teileinstellungen nach §§ 154 ff. StPO, Verfahrensverzögerungen, Rechtsmittelbeschränkung, Tenorierung, Urteilsabfassung, Jugendstrafrecht, Betäubungsmitteldelikte und Wirtschaftsstrafrecht.
Auch international hält Rothfuß häufig Vorträge. So nahm er etwa als Vertreter des BGH an rechtsvergleichenden Seminaren in Estland (veranstaltet vom Obersten Gericht der Republik Estland) und der Türkei (veranstaltet von der Justizakademie der Türkei in Kooperation mit der Deutschen Richterakademie) mit Beiträgen teil. Er referierte zudem auf mehreren internationalen Symposien in der Türkei über deutsches Strafrecht. Des Weiteren ist er für die IRZ-Stiftung tätig; er hielt für diese in Armenien ein Kolloquium über Zwangsmaßnahmen im Strafverfahren für armenische Strafrichter ab, sprach in Jordanien auf einer Regionalkonferenz mit mehreren arabischen Staaten zur Rolle der obersten Gerichte bei der Vereinheitlichung der Rechtsprechung und referierte auf zwei Fachtagungen mit Richtern des ukrainischen Obersten Gerichtes in Kiew und Bonn zu aktuellen Fragen der Rechtspflege und Rechtsprechung der höchsten Gerichtsinstanzen.
Im Jahr 2016 war Rothfuß Mitglied des Arbeitskreises V „Neues Mess- und Eichwesen“ des 54. Deutschen Verkehrsgerichtstages und setzte sich in seinem Beitrag mit den Auswirkungen der gesetzlichen Neuregelung auf die Rechtsprechung zum „standardisierten Messverfahren“ auseinander, die bislang besagt, dass Tatrichter bei der Aburteilung von mithilfe solcher Verfahren festgestellten Geschwindigkeitsüberschreitungen eine geringere Begründungspflicht trifft. Seinem Beitrag folgend empfahl der Arbeitskreis in seiner Abschlussempfehlung, die genannte Rechtsprechung auf neu in Verkehr gebrachte Messgeräte vorläufig nicht anzuwenden.

## Schriften
- Rechtsprechung des Bundesgerichtshofs zum Fragerecht, Bahçeşehir University Law Review, Nov./Dez. 2017, S. 219 ff. (Übersetzung ins Türkische S. 231 ff.)
- Auswirkungen der Neuregelung des gesetzlichen Messwesens auf die Rechtsprechung zum „standardisierten Messverfahren“, DAR 2016, S. 257 ff.
- Aktuelle Rechtsprechung des BGH zum Strafverfahrensrecht, Skript, Schriftenreihe der SAV-Service GmbH, Heft Nr. 27/2015
- Tenorierungen, Nack, Armin / Rothfuß, Holger, Skript, 2014
- Heimliche Beweisgewinnung unter Einbeziehung des Beschuldigten, StraFo 1998, S. 289 ff.

## Privatleben
Rothfuß ist verheiratet und hat zwei erwachsene Kinder.